# 대기타석

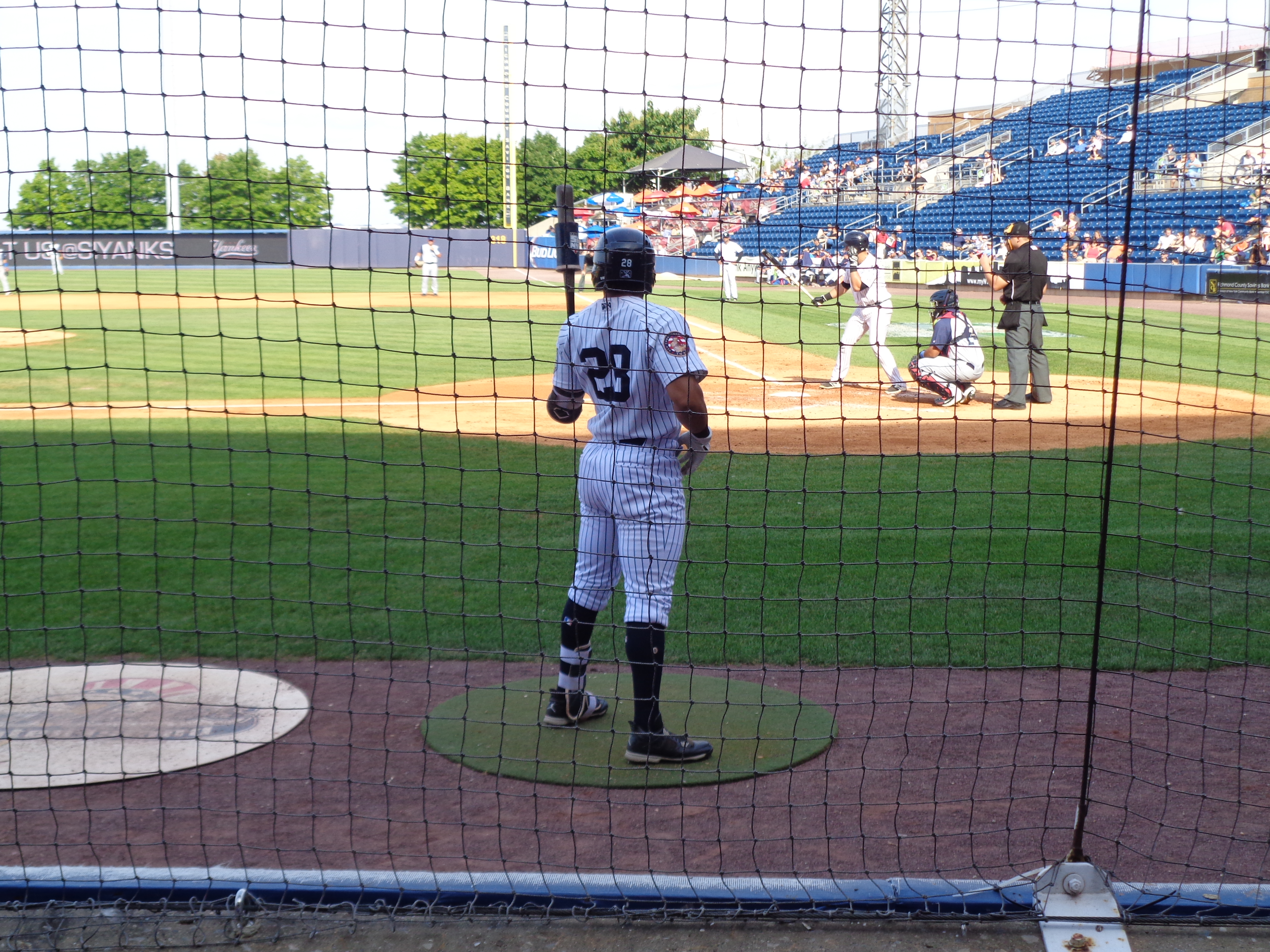
타자가 다음 타순을 기다리며 온덱 서클에서 대기한다.

야구에서 대기타석 또는 온덱(on-deck)은 다음에 타격할 차례를 의미한다. 프로 경기에서 대기타석 타자는 전통적으로 파울 지역 내 온덱 서클이라고 불리는 장소(현재 타석에 있는 타자의 다음 타자가 대기하는 곳)에서 대기한다. 이곳에서 배트에 송진을 바르거나 스윙 연습을 하기도 한다. 또 투수의 투구 타이밍을 관찰하기도 한다.

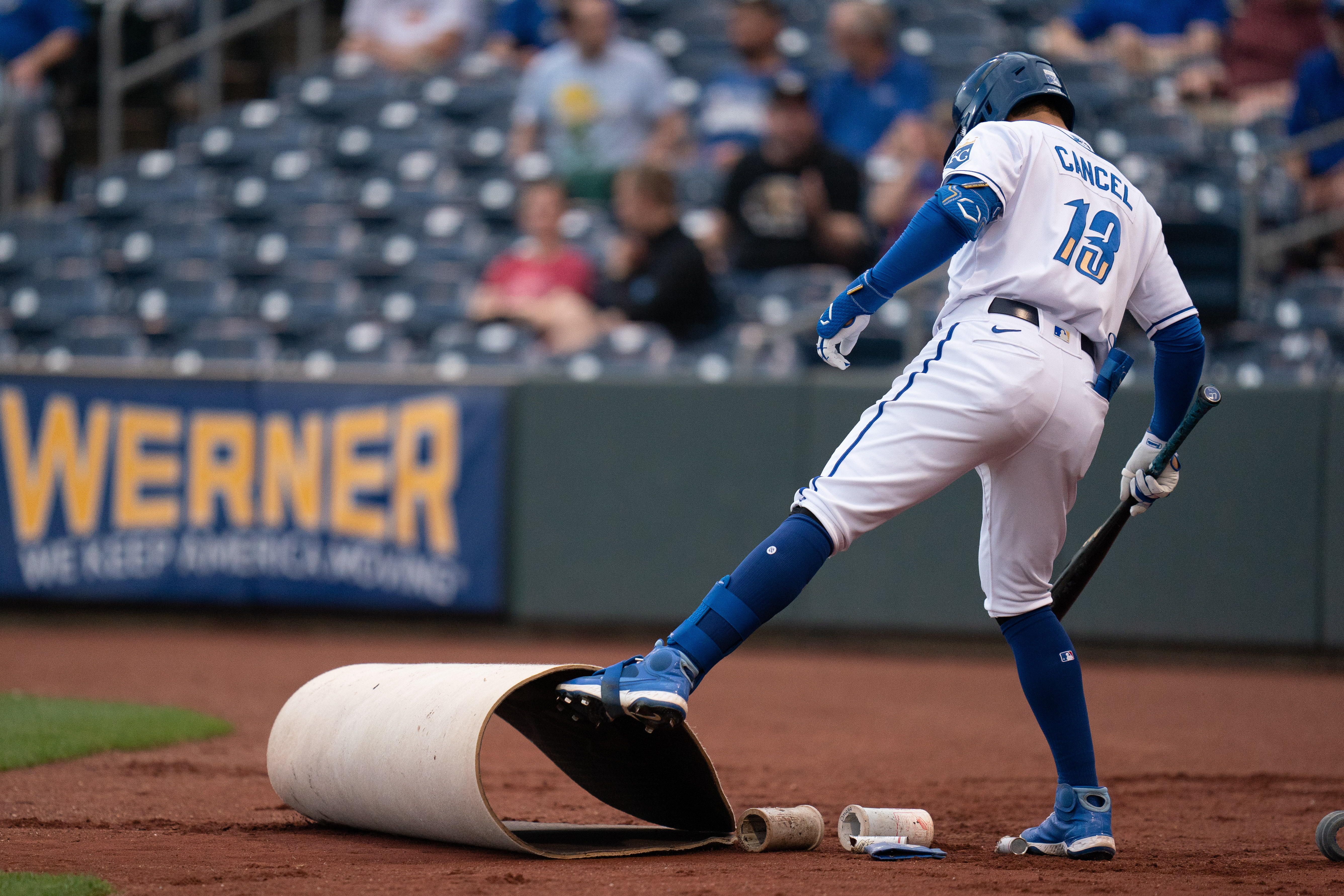
2022년 베르너 파크에서 열린 경기 중 오마하 스톰 체이서스의 가브리엘 캔슬이 온덱 서클을 펼치고 있다.

대기타석 타자가 해당 이닝에 타격할 기회를 얻는 것은 2아웃 미만이고, 아웃 수와 주자 수(타자 포함)의 합이 3개 미만일 때만 보장된다. 이는 병살이나 삼중살이 발생할 수 있기 때문이다. 또한, 감독은 재량에 따라 대기타석 타자를 대기 선수로 교체할 권한을 가지고 있다.
대기타석 타자 다음에 타격할 선수는 구어적으로 "인 더 홀"이라고 불린다. 2016년 대한민국 공식 야구규칙 기준 5피트의 원이며, 본루 뒤쪽 끝에서 37피트 떨어져 있다.

## 온덱 서클

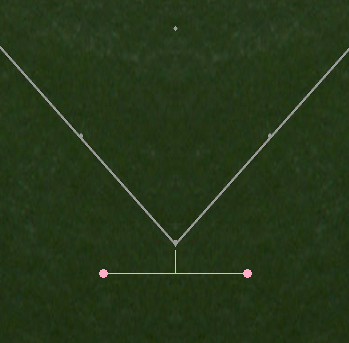
온덱 서클 도표 (분홍색으로 표시)

야구장에는 각 팀당 하나씩, 홈 플레이트와 해당 팀의 벤치 사이의 파울 지역에 두 개의 온덱 서클이 있다. 온덱 서클은 다음 타석에 들어설 예정인 선수, 즉 "대기타석" 타자가 현재 타자가 타석을 마칠 때까지 몸을 풀며 기다리는 곳이다. 온덱 서클은 맨흙으로 이루어진 구역이거나, 인조 잔디에 그려진 단순한 원이거나, 특히 프로 수준에서는 팀 또는 리그 로고가 그려진 인조 재료로 만들어진 경우가 많다.
메이저 리그 베이스볼 규칙 및 NCAA 야구 규칙에 따르면, 두 개의 온덱 서클(각 팀의 더그아웃 근처에 하나씩)이 있다. 각 서클은 지름이 5 피트 (1.5 m)이며, 서클의 중심은 74 피트 (23 m) 떨어져 있다. 두 온덱 서클의 중심을 잇는 직선은 홈 플레이트 뒤로 10 피트 (3 m)를 지나야 한다. 메이저 리그 베이스볼에서 발행하는 공식 야구 규칙에서 온덱 서클은 "다음 타자 박스"라고 언급된다.

## 세이브 상황에서의 중요성
자신의 팀이 앞서고 있을 때 등판한 구원 투수는 동점 주자가 베이스에 있거나, 타석에 있거나, 대기타석에 있을 때도 리드를 내주지 않고 경기를 끝내면 세이브를 얻을 수 있다.